# Charles Arentz
Charles Archer Arentz (* 8. November 1878 in Kabelvåg; † 25. September 1939 in Stavern) war ein norwegischer Segler.

## Erfolge
Charles Arentz, Mitglied des Kongelig Norsk Seilforening, wurde 1920 in Antwerpen bei den Olympischen Spielen in der 10-Meter-Klasse nach der International Rule von 1919 Olympiasieger. Er war Skipper der Mosk II, die als einziges Boot seiner Klasse teilnahm. Der Mosk II, deren Crew aus Otto Falkenberg, Robert Giertsen, Willy Gilbert, Halfdan Schjøtt, Trygve Schjøtt und Arne Sejersted bestand, genügte mangels Konkurrenz in zwei Wettfahrten jeweils das Erreichen des Ziels zum Gewinn der Goldmedaille.